# Коллечерр
Коллечерр (швед. Kållekärr) — населённый пункт в Швеции в коммуне Чёрн лена Вестра-Гёталанд (Бохуслен). Расположен в центральной части острова Чёрн.
Население — 560 человек (2011).
Власти коммуны располагаются в Шерхамне. Коллечерр же стал центром, обслуживающим местное население. В нём имеется аптека, поликлиника и лечебница.